# Medal Honorowy za Sztukę i Naukę
Medal Honorowy za Sztukę i Naukę (niderl. Eremedaille voor Kunst en Wetenschap) – niezwykle rzadkie holenderskie odznaczenie należące do Orderu Domowego dynastii orańskiej ustanowione 19 marca 1905 w dwóch stopniach: Złoty Medal i Srebrny Medal. Po reformie tego orderu z 30 listopada 1969 przyznawany jedynie w stopniu złotym.
Medal ma średnicę 50 mm i noszony jest na wstędze na szyi o szer. 55 mm (w przypadku kobiet – na kokardzie). Na awersie znajduje się wizerunek profilu głowy fundatora – królowej Wilhelminy Oranje-Nassau, a na rewersie wybito herb z trąbą Księstwa Oranii, otoczony u góry dewizą orderu „JE MAINTIENDRAI” („zachowam”), a u dołu inskrypcją „VOOR KUNST EN WETENSCHAP” („za sztukę i naukę”).
W latach 1905–1969 przyznano jedynie 13 medali złotych i 40 medali srebrnych, a w latach 1969–2012 jeszcze 24 medale złote.